# Neostauropus usuguronis
Neostauropus usuguronis är en fjärilsart som beskrevs av Matsumura 1934. Neostauropus usuguronis ingår i släktet Neostauropus och familjen tandspinnare. Inga underarter finns listade i Catalogue of Life.